# تاریخ استونی
تاریخ استونی (انگلیسی: History of Estonia)

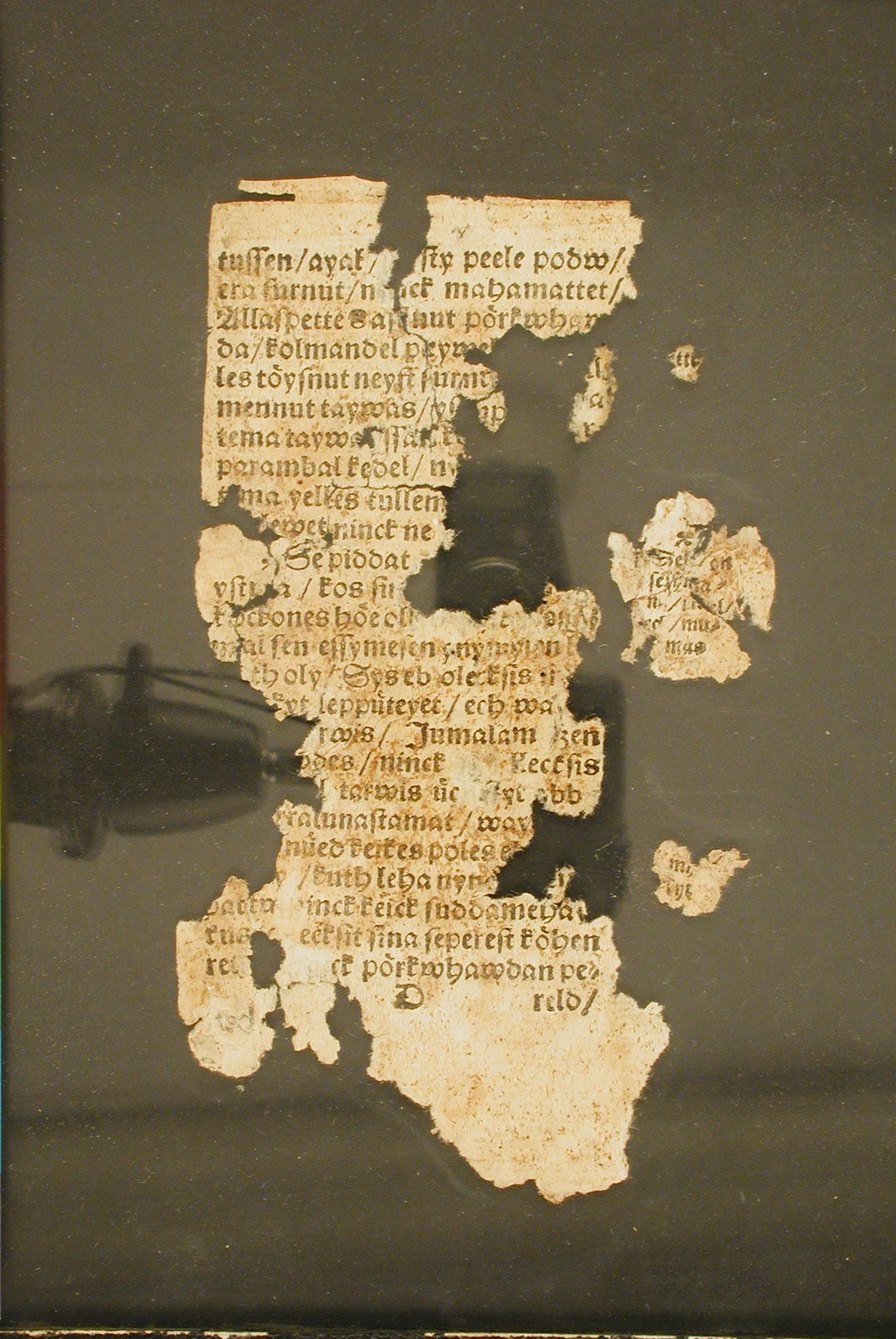
تکه‌هایی از کتاب تعلیم و تربیتی وارنارد کوئل (۱۵۳۵)؛ نخستین کتاب چاپ شده به استونیایی

بخشی از تاریخ اروپا را تشکیل می‌دهد. سکونت انسان در استونی کنونی ۱۳۰۰۰ تا ۱۱۰۰۰ سال پیش است. این پس از ذوب شدن یخ‌های آخرین دوره یخبندان امکان‌پذیر شد و نشانه‌هایی از نخستین جمعیت دائمی در این منطقه مربوط به حدود ۹۰۰۰ سال قبل از میلاد است.
جمعیت بومی قرون وسطایی استونی یکی از آخرین تمدن‌های پاگانیسم (چندخدایی) در اروپا بود که مسیحیت را پس از جنگ‌های صلیبی شمالی در قرن سیزدهم پذیرفت. پس از فتح این منطقه توسط صلیبیون در سال ۱۲۲۷، استونی در ابتدا توسط پادشاه دانمارک در شمال (تا سال ۱۳۴۵) و تا سال ۱۵۵۹ توسط فرمان توتونی و توسط ایالت‌های کلیسایی امپراتوری مقدس روم که از ۱۴۱۸ تا ۱۵۶۲ تمام تشکیلات استونیایی را در بر می‌گرفت، اداره می‌شد. پس از سال ۱۵۵۹، استونی تا سال ۱۷۱۰ بخشی از پادشاهی سوئد شد، زمانی که تزار روسیه (مسکووی) کل منطقه را در طول جنگ بزرگ شمالی ۱۷۰۰–۱۷۲۱ فتح کرد. در طول این دوره اشراف محلی آلمانی زبان از خودمختاری قابل توجهی برخوردار بودند و آلمانی عالی (پیش از این نیز آلمانی پایین و لاتین) به عنوان زبان اصلی اداره و آموزش عمل می‌کرد.
سیستم‌های آموزشی عمومی که در زمان حکومت سوئد پیشین تأسیس شد، استونی و فنلاند را به دو منطقه باسوادترین امپراتوری روسیه تبدیل کرد (نقشه داده‌های سواد سرشماری ۱۸۹۷)
دوره روشنگری استوفیل (۱۷۵۰–۱۸۴۰) به بیداری ملی استونی در اواسط قرن نوزدهم منجر شد. پس از جنگ جهانی اول (۱۹۱۴–۱۹۱۸) و انقلاب‌های ۱۹۱۷ که به امپراتوری روسیه پایان داد، استونی در فوریه ۱۹۱۸ به عنوان یک جمهوری دموکراتیک مستقل اعلام شد.

## استونی باستان: پیش از تاریخ

### دوره میان‌سنگی
این منطقه از پایان یخبندان پلیستوسن پسین، حدود ۹۰۰۰ سال قبل از میلاد، منطقه‌ای پرجمعیت بوده است. نخستین آثار سکونت انسان در استونی با فرهنگ کوندا مرتبط است. سکونتگاه پولی اولیه میان‌سنگی در کنار رودخانه Pärnu قرار دارد که  قدمت آن به اوایل هزاره نهم قبل از میلاد می‌رسد. فرهنگ کوندا نام خود را از محل استقرار Lammasmäe در شمال استونی گرفته است که قدمت آن به ۸۵۰۰ سال قبل از میلاد می‌رسد.

## کتابشناسی
- Subrenat, Jean-Jacques (2004). Estonia: identity and independence. Rodopi. ISBN 90-420-0890-3.